# Казанский, Валерий Иванович
Валерий Иванович Казанский (март 1894 ― 30 марта 1978) ― российский и советский учёный, хирург, доктор медицинских наук, профессор, заведующий хирургическим отделением факультетской хирургической клиники Второго Московского медицинского института (1935-1943), заведующий кафедрой хирургии Центрального института усовершенствования врачей (1953-1967 гг.), Заслуженный деятель науки РСФСР (1965).

## Биография
Валерий Иванович Казанский родился в марте 1894 года.
В 1919 году завершил обучение в Военно-медицинской академии, после чего находился в рядах Красной Армии.  
С 1921 года проходил трудовую деятельность в Наркомздраве РСФСР. С 1923 по 1925 годы работал директором курорта Боровое. С 1925 по 1934 годы осуществлял медицинскую деятельность заведующим хирургическим отделением в больнице города Турткуль, а затем в Чарджоу в Туркмении. С 1935 по 1943 годы работал в должности приват-доцента, а затем заведующего хирургическим отделением факультетской хирургической клиники Второго Московского медицинского института, одновременно трудился в институте переливания крови, старшим научным сотрудником, а позже до 1947 года заведующим хирургической клиникой. С 1947 по 1953 годы являлся главным онкологом Министерства здравоохранения СССР и заведующим онкологической клиникой биотерапии рака АМН СССР. С 1953 по 1967 годы трудился в должности заведующего кафедрой хирургии Центрального института усовершенствования врачей. 
Является автором около 200 научных работ. Анализировал и изучал клинику гематологии, клинику и хирургическое лечение хронических нагноений, актиномикоз легких, рак пищевода. Обосновал и внедрил в медицинскую практику переливание плазмы и сыворотки крови, консервированной путем замораживания, а также консервированных по разработанному им методу эритроцитов. Некоторые его труды были связаны с анализом показаний и противопоказаний к трансфузии кровезаменителей. Он самым первым в СССР успешно провёл операцию по созданию коллатерального кровообращения в сердце при коронарной недостаточности.
Активный член медицинского сообщества. Избирался почётным членом Всесоюзного общества хирургов в 1959 году, Всесоюзного общества онкологов в 1972 году, Казахского (1959), Грузинского (1964) и Московского (1969) хирургических обществ, являлся членом Международной ассоциации хирургов в 1947 году. Во втором издании Большой Медицинской энциклопедии являлся редактором редакционного отдела «Хирургия». 
Умер в 1978 году в Москве. 

## Награды
Отмечен государственными наградами:
- Орден Ленина,
- Орден Трудового Красного Знамени,
- Заслуженный деятель науки РСФСР
- другие медали.

## Научная деятельность
Труды, монографии:
- Казанский В.И. Материалы к изучению о кроветворной функции селезенки, Чарджуй, 1931;
- Казанский В.И. Спленэктомия при «болезни» Верль-гофа, Ашхабад, 1935;
- Казанский В.И. Спонтанный нету-беркулезный пиопневмоторакс и его лечение, диссертация, Москва, 1938;
- Казанский В.И. Чресплевральцая резекция грудного отдела пищевода при раке, Москва, 1948, 1951;
- Казанский В.И. Хирургия рака пищевода, Москва, 1973.